# Yang Bin (sztangista)
Yang Bin, chiń. 杨斌 (ur. w 1977) – chiński sztangista.

## Biografia
Startował w wadze muszej (do 54 kg). Srebrny medalista mistrzostw świata (1997) oraz srebrny medalista igrzysk azjatyckich (1994).

## Sukcesy medalowe

### Mistrzostwa świata
- Chiang Mai 1997 –  srebrny medal (waga musza)

### Igrzyska azjatyckie
- Hiroszima 1994 –  srebrny medal (waga musza)